# Chikkabilagodu, Hosanagara
Chikkabilagodu là một làng thuộc tehsil Hosanagara, huyện Shimoga, bang Karnataka, Ấn Độ.